# 시티 오브 크레인
"시티 오브 크레인"은 2010년에 개봉한 대한민국의 영화이다.

## 캐스팅
- 마붑 알엄 : 마봉 역
- 유예진 : 리포터 유예진 / 서양의상 여 역
- 남샴부 검보수랭 : 바타르 / 촬영장 몽골인 역
- 박정식 : 박 감독 역
- 문승욱 : 다큐감독 역
- 치미도르 어트겅토야 : 교회 선생님 역
- 강석 : 승마장 주인 역
- 세르제렌 간터거 : 몽골통역 역
- 권혁철 : 방송국 사장 역
- 장우식 : 방송국 본부장 역
- 김지수 : 방송국 관계자 역
- 이주환 : 방송국 관계자 역
- 김성민 : 스튜디오 카메라맨 역
- 뱜브수랭 : 바타르 여자친구 역
- 김지예 : 탭댄서 역
- 배정민 : 갯번센터장 역
- 임동영 : 건설현장 팀장 / 서양의상 남 역
- 장가르 : 바타르 씨름상대 역
- 바트 : 바타르 친구 1 역
- 새내 : 바타르 친구 2 역
- 다와수랭 : 몽골식당 아줌마 역
- 카필라 판카 : 바타르 동료 1 역
- 리사리오프리도 : 바타르 동료 2 역
- 시다네츠 : 바타르 동료 3 역
- 안기웅 : 안 부장 역
- 이경수 : 두루미 조련사 역
- 박송해 : 소방대원 역
- 이산복 : 촬영현장 조감독 역
- 신영일 : 인천대공원 남자 1 / 신 피디 역
- 엄용훈 : 엄 대표 역
- 신승환 : 인천대교 인터뷰 직원 역